# Massigui
Massigui es una localidad y comuna del círculo de Dioila, región de Kulikoró, Malí. Su población era de 53.947 habitantes en 2009.